# East Hertfordshire
East Hertfordshire es un distrito no metropolitano de Hertfordshire (Inglaterra). Según el censo de 2021, tiene una población de 150 158 habitantes.
Fue creado el 1 de abril de 1974 bajo la Ley de Gobierno Local de 1972, como una fusión del antiguo municipio de Hertford; los distritos urbanos de Bishop's Stortford, Sawbridgeworth y Ware; los distritos rurales de Braughing y Ware, y parte del distrito rural de Hertford.

## Gobierno
Hertfordshire tiene una estructura de gobierno local de dos niveles. Por un lado, los diez concejos de distrito (incluido el Concejo de East Herts) brindan servicios a nivel de distrito y, por otro, el Concejo del Condado de Hertfordshire brinda servicios a nivel de condado.
El Concejo de East Herts es responsable de una variedad de servicios locales que incluyen recolección de basura y reciclaje, planificación, control de edificios, licencias, vivienda, estacionamiento y recaudación de impuestos municipales. El Concejo se llama oficialmente "Concejo del Distrito de East Hertfordshire", pero su marca corporativa es "East Herts Council" (Concejo de East Herts).